# Фелиция Сицилийская
Фели́ция Сицили́йская (около 1078 — около 1102) — первая супруга короля Венгрии Кальмана I Книжника.

## Биография
Фелиция была старшей дочерью графа Сицилии Рожера I и его второй жены Эрембурги де Мортен. Её по традиции звали Бусилла, но это имя, вероятно, происходит от неправильно понятого древнего итальянского слова «Pucelle», что значит «девственница».
В 1096 году король Венгрии Кальман I Книжник послал своих послов ко двору её отца, чтобы предложить отдать Филицию за него замуж, но граф Сицилии не счёл посольство достаточно высоким и отказался от этого предложения. Второе посольство короля Венгрии было отправлено во главе с епископом Хартвиком, но граф настаивал на дальнейших переговорах. Наконец, послы во главе с принцем Алмошем, младшим братом короля, достигли успеха и вернулись в Венгрию, сопровождая Филицию, где около 1097 года она вышла замуж за короля Кальмана.
Вместе с Филицией в Венгрию прибыли некоторые сицилийские придворные: например, предки будущего венгерского рода Ратот (Оливер и Ратот) состояли в её сопровождении.
Когда Фелиция умерла, её останки были похоронены в базилике города Секешфехервар. Вскоре после её смерти, в 1112 году король женился на второй раз, на Евфимии, дочери Великого князя Киевского Владимира Мономаха.

## Брак и дети
C 1097 года Фелиция — супруга короля Венгрии Кальмана I (ок. 1070 — 3 февраля 1116). В этом браке родились:
- София (ранее 1101 — ?), супруга венгерского дворянина
- король Венгрии Иштван II (1101 — 1 марта 1131)
- Ласло (1101 — ?)